# Acaena insularis
Acaena insularis é uma espécie de rosácea do gênero Acaena, pertencente à família Rosaceae.